# کنددست

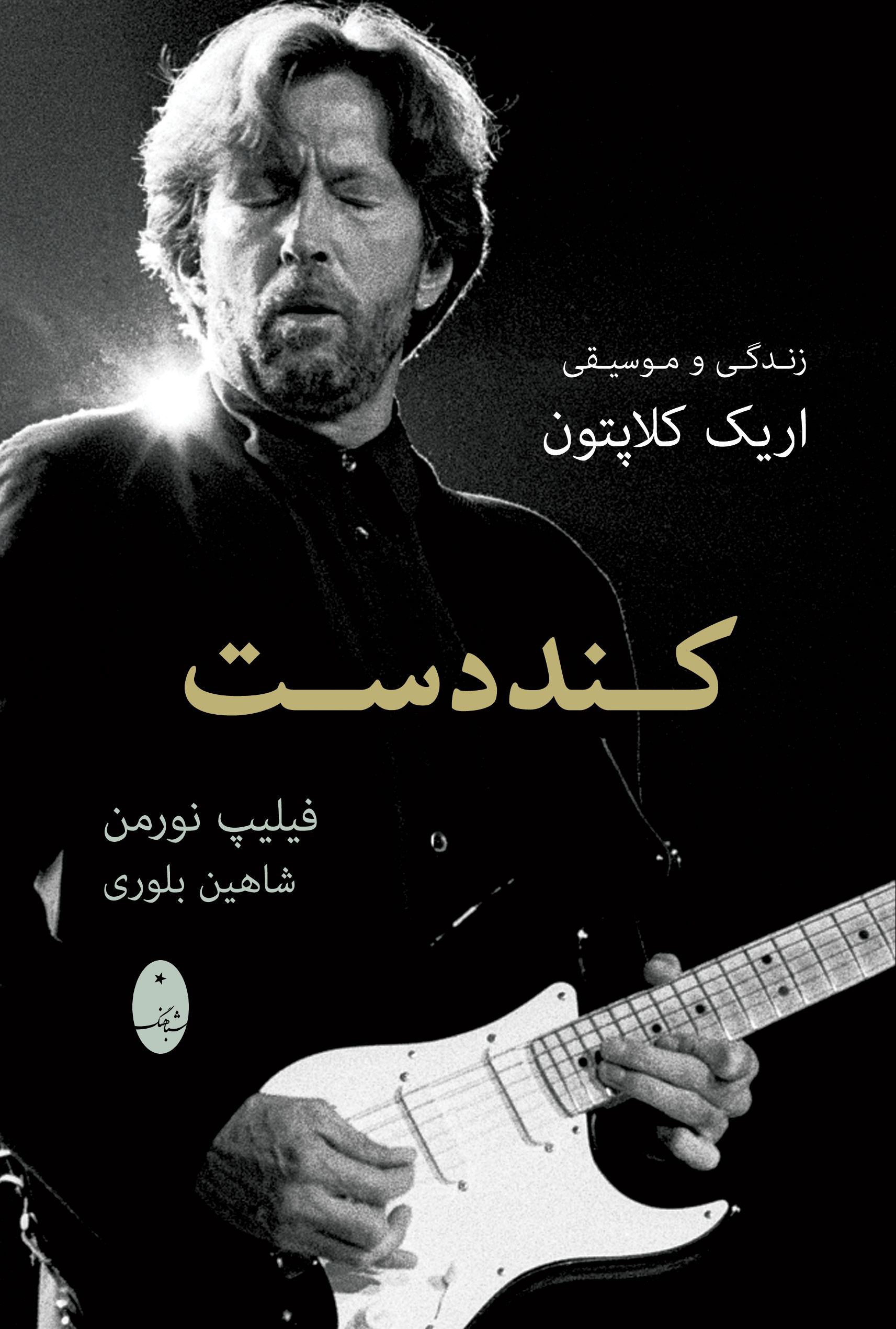

کتاب کنددست (زندگی و موسیقی اریک کلاپتون)، نوشته فیلیپ نورمن و ترجمه شاهین بلوری را انتشارات شباهنگ در سال 1401 به انتشار رسانده است.
این کتاب در 416 صفحه شامل بیست و پنج فصل و تصاویر اصلی و برگزیده، زندگی این هنرمند بزرگ موسیقی را به نمایش گذاشته است.
نویسنده پرفروش این کتاب، فیلیپ نورمن، با دسترسی گسترده به خانواده، همکاران و دوستان اریک کلاپتون، معتبرترین زندگی نامه او را با قلمی جذاب نوشته است.